# جام اینترتوتو ۱۹۹۸
جام اینترتوتو ۱۹۹۸، سی و هشتمین دوره از رقابت‌های فوتبال جام اینترتوتو و چهارمین دوره از این مسابقات بود که زیر نظر یوفا برگزار می‌شد. در بازی‌های نهایی سه تیم والنسیا، وردربرمن و بولونیا به پیروزی رسیدند و جواز حضور در مسابقات جام یوفا را به دست آوردند.

## دور اول
| تیم ۱                | نتیجه‌نهایی   | تیم ۲            | بازی رفت | بازی برگشت |
| -------------------- | ------------ | ---------------- | -------- | ---------- |
| آلتای                | ۵–۴          | شامروک روورز     | ۳–۱      | ۲–۳        |
| اتنیکوس اچنا         | ۲–۵          | اورگریته         | ۲–۱      | ۰–۴        |
| دنپر ترانسماش موگیلف | ۲–۱۰         | دبرتسنی          | ۲–۴      | ۰–۶        |
| Leiftur              | ۰–۶          | فورسکلا پولتاوا  | ۰–۳      | ۰–۳        |
| ابو ویل              | ۱–۹          | کونگسوینگر       | ۱–۶      | ۰–۳        |
| ناتیونال بخارست      | ۵–۲          | هاپوئل حیفا      | ۳–۱      | ۲–۱        |
| آستریا وین           | ۲–۳          | روخ خوژوف        | ۰–۱      | ۲–۲        |
| بالتیکا کالینینگراد  | ۵–۱          | اسپارتاک وارنا   | ۴–۰      | ۱–۱        |
| استابک               | ۳–۵          | وویوودینا        | ۱–۲      | ۲–۳        |
| خرواتسکی دراگوولیاتس | ۲–۴          | Lyngby           | ۱–۴      | ۱–۰        |
| ریماوسکا سبتا        | ۳–۲          | اوماگ تاون       | ۱–۰      | ۲–۲        |
| Hobscheid            | ۱–۲          | هرادتس کرالووه   | ۰–۰      | ۱–۲        |
| Diósgyőri            | ۵–۲          | سلیمه واندررز    | ۲–۰      | ۳–۲        |
| تی‌پی‌اس               | ۳–۳ (گ.ز.)   | سیون             | ۰–۱      | ۳–۲        |
| Vágs Bóltfelag       | ۱–۶          | برنو             | ۰–۳      | ۱–۳        |
| سنت گالن             | ۹–۳          | تولویک ویلیاندی  | ۳–۲      | ۶–۱        |
| دینابورگ             | ۲–۵          | او دی ترنچین     | ۱–۱      | ۱–۴        |
| اینکاراس کاوناس      | ۱–۱ (۵–۴ پ.) | باکو فاهلاسی     | ۱–۰      | ۰–۱        |
| تورپدو کوتائیسی      | ۷–۱          | اربونی هومنمن    | ۶–۰      | ۱–۱        |
| Makedonija GjP       | ۵–۳          | المپیا لیوبلیانا | ۴–۲      | ۱–۱        |

## دور دوم
| تیم ۱            | نتیجه‌نهایی | تیم ۲           | بازی رفت | بازی برگشت |
| ---------------- | ---------- | --------------- | -------- | ---------- |
| وردر برمن        | ۵–۱        | اینکاراس کاوناس | ۴–۱      | ۱–۰        |
| تی‌پی‌اس           | ۲–۵        | شینیک یاروسلاول | ۰–۲      | ۲–۳        |
| بابی برنو        | ۵–۵ (گ.ز.) | اسپانیول        | ۵–۳      | ۰–۲        |
| آکادمیسک         | ۳–۳ (گ.ز.) | فورسکلا پولتاوا | ۲–۲      | ۱–۱        |
| آستریا زالتسبورگ | ۳–۲        | سنت گالن        | ۳–۱      | ۰–۱        |
| ایراکلیس         | ۳–۴        | ناتیونال بخارست | ۳–۱      | ۰–۳        |
| لمل              | ۲–۲ (گ.ز.) | تورپدو کوتائیسی | ۰–۱      | ۲–۱        |
| وویوودینا        | ۴–۰        | اوربرو          | ۲–۰      | ۲–۰        |
| Makedonija GjP   | ۱–۷        | باستیا          | ۱–۰      | ۰–۷        |
| توئنته           | ۲–۰        | کونگسوینگر      | ۲–۰      | ۰–۰        |
| سمپدوریا         | ۲–۱        | ریماوسکا سبتا   | ۲–۰      | ۰–۱        |
| سامسون‌اسپور      | ۴–۳        | Lyngby          | ۳–۰      | ۱–۳        |
| دبرتسنی          | ۱–۱(گ.ز.)  | هرادتس کرالووه  | ۰–۰      | ۱–۱        |
| آلتای            | ۲–۱        | Diósgyőri FC    | ۱–۱      | ۱–۰        |
| اورگریته         | ۲–۲ (گ.ز.) | روخ خوژوف       | ۲–۱      | ۰–۱        |
| او دی ترنچین     | ۰–۱        | بالتیکا         | ۰–۱      | ۰–۰        |

## دور سوم
| تیم ۱          | نتیجه‌نهایی   | تیم ۲            | بازی رفت | بازی برگشت |
| -------------- | ------------ | ---------------- | -------- | ---------- |
| دبرتسنی        | ۳–۲          | هانزا روستوک     | ۱–۱      | ۲–۱        |
| Harelbeke      | ۰–۴          | سمپدوریا         | ۰–۱      | ۰–۳        |
| اوسر           | ۱–۲          | اسپانیول         | ۱–۱      | ۰–۱        |
| روخ خوژوف      | ۲–۲ (۴–۲ پ.) | استرلا آمادورا   | ۱–۱      | ۱–۱        |
| والنسیا        | ۴–۲          | شینیک یاروسلاول  | ۴–۱      | ۰–۱        |
| کریستال پالاس  | ۰–۴          | سامسون‌اسپور      | ۰–۲      | ۰–۲        |
| فورتونا سیتارد | ۵–۲          | فورسکلا پولتاوا  | ۳–۰      | ۲–۲        |
| بولونیا        | ۳–۳ (گ.ز.)   | ناتیونال بخارست  | ۲–۰      | ۱–۳        |
| باستیا         | ۴–۳          | آلتای            | ۲–۰      | ۲–۳ (و.ا.) |
| لمل            | ۲–۵          | وردر برمن        | ۱–۳      | ۱–۲        |
| توئنته         | ۳–۵          | آستریا زالتسبورگ | ۲–۲      | ۱–۳        |
| وویوودینا      | ۴–۲          | بالتیکا          | ۴–۱      | ۰–۱        |

## نیمه نهایی
| تیم ۱          | نتیجه‌نهایی | تیم ۲            | بازی رفت | بازی برگشت |
| -------------- | ---------- | ---------------- | -------- | ---------- |
| باستیا         | ۲–۴        | وویوودینا        | ۲–۰      | ۰–۴        |
| بولونیا        | ۳–۲        | سمپدوریا         | ۳–۱      | ۰–۱        |
| فورتونا سیتارد | ۳–۴        | آستریا زالتسبورگ | ۲–۱      | ۱–۳        |
| روخ خوژوف      | ۴–۰        | دبرتسنی          | ۱–۰      | ۳–۰        |
| وردر برمن      | ۶–۰        | سامسون‌اسپور      | ۳–۰      | ۳–۰        |
| اسپانیول       | ۰–۳        | والنسیا          | ۰–۱      | ۰–۲        |

## فینال‌ها
| تیم ۱            | نتیجه‌نهایی | تیم ۲     | بازی رفت | بازی برگشت |
| ---------------- | ---------- | --------- | -------- | ---------- |
| آستریا زالتسبورگ | ۱–۴        | والنسیا   | ۰–۲      | ۱–۲        |
| وردر برمن        | ۲–۱        | وویوودینا | ۱–۰      | ۱–۱        |
| بولونیا          | ۳–۰        | روخ خوژوف | ۱–۰      | ۲–۰        |

### دور رفت
| آستریا زالتسبورگ | ۰–۲   | والنسیا                |
| ---------------- | ----- | ---------------------- |
|                  | گزارش | Angulo ۶' · شوارتز ۴۴' |

| وردر برمن | ۱–۰                | وویوودینا |
| --------- | ------------------ | --------- |
| Frey ۷۵'  | گزارش یوفا گزارش ۲ |           |

| بولونیا       | ۱–۰   | روخ خوژوف |
| ------------- | ----- | --------- |
| Kolyvanov ۴۵' | گزارش |           |

### دور برگشت
| والنسیا                | ۲–۱   | آستریا زالتسبورگ |
| ---------------------- | ----- | ---------------- |
| لوکارلی ۱۷' · روشه ۳۶' | گزارش | هوتر ۸۴'         |

والنسیا در مجموع ۴–۱ برنده شد.
| وویوودینا  | ۱–۱   | وردر برمن  |
| ---------- | ----- | ---------- |
| Bratić ۲۳' | گزارش | فرینگس ۶۱' |

وردر برمن در مجموع ۲–۱ برنده شد.
| روخ خوژوف | ۰–۲   | باشگاه فوتبال بولونیا            |
| --------- | ----- | -------------------------------- |
|           | گزارش | Kolyvanov ۶۰' (پ.) · سینیوری ۹۰' |

بولونیا در مجموع ۳–۰ برنده شد.